# Список президентов Португалии
Список президентов Португальской Республики начиная с революции 5 октября 1910 года, после которой в стране был установлен республиканский строй, включает 20 глав государств.
В этот список входят не только те, кто принёс присягу в качестве президента Португалии, но также те, кто фактически выполнял функции главы государства: Теофилу Брага был президентом временного правительства после республиканского государственного переворота, а Сидониу Паиш, Жозе Мендиш Кабесадаш, Мануэл Гомиш да Кошта — главами революционных временных правительств. Теофилу Брага был первым и единственным президентом временного правительства, и поэтому не считается первым президентом, хотя он затем работал главой государства и был вторым президентом Португалии после отставки Мануэла Жозе ди Арриаги.
Текущим президентом Португалии является Марселу Ребелу ди Соза, который одержал победу на президентских выборах 2016 года.

## Список
|  | Нет партии                                                                 |
|  | Португальская республиканская партия                                       |
|  | Демократическая партия                                                     |
|  | Национальная республиканская партия                                        |
|  | Эволюционистская республиканская партия/Либеральная республиканская партия |
|  | Национальный союз/Народное национальное действие                           |
|  | Партия демократического обновления                                         |
|  | Социалистическая партия                                                    |
|  | Социал-демократическая партия                                              |

| #                                              | Президент                                      | Президент                                            | Оригинальное имя                                      | Начало полномочий                              | Конец полномочий                               | Партия                                                             |
| Временное правительство республики (1910—1911) | Временное правительство республики (1910—1911) | Временное правительство республики (1910—1911)       | Временное правительство республики (1910—1911)        | Временное правительство республики (1910—1911) | Временное правительство республики (1910—1911) | Временное правительство республики (1910—1911)                     |
| ---------------------------------------------- | ---------------------------------------------- | ---------------------------------------------------- | ----------------------------------------------------- | ---------------------------------------------- | ---------------------------------------------- | ------------------------------------------------------------------ |
| -                                              |                                                | Жоакин Теофилу Фернандеш Брага                       | Joaquim Teófilo Fernandes Braga                       | 5 октября 1910 года                            | 24 августа 1911 года                           | Республиканская                                                    |
| Первая республика (1911—1926)                  |                                                |                                                      |                                                       |                                                |                                                |                                                                    |
| 1                                              |                                                | Мануэл Жозе ди Арриага Брун да Силвейра и Пейрелонге | Manuel José de Arriaga Brum da Silveira e Peyrelongue | 24 августа 1911 года                           | 26 мая 1915 года[О]                            | Республиканская затем Демократическая                              |
| 2                                              |                                                | Жоакин Теофилу Фернандеш Брага                       | Joaquim Teófilo Fernandes Braga                       | 29 мая 1915 года                               | 5 августа 1915 года                            | Демократическая                                                    |
| 3                                              |                                                | Бернардину Луиш Машаду Гимарайнш                     | Bernardino Luis Machado Guimarães                     | 6 августа 1915 года                            | 5 декабря 1917 года[П]                         | Демократическая                                                    |
| 4                                              |                                                | Сидониу Бернардину Кардозу да Силва Паиш             | Sidónio Bernardino Cardoso da Silva Pais              | 28 апреля 1918 года                            | 14 декабря 1918 года[У]                        | Национальная республиканская                                       |
| 5                                              |                                                | Жуан ду Канту и Каштру да Силва Антуниш              | oão do Canto e Castro da Silva Antunes                | 14 декабря 1918 года                           | 5 октября 1919 года                            | Национальная республиканская                                       |
| 6                                              |                                                | Антониу Жозе ди Алмейда                              | António José de Almeida                               | 5 октября 1919 года                            | 5 октября 1923 года                            | Эволюционистская республиканская затем Либеральная республиканская |
| 7                                              |                                                | Мануэл Тейшейра Гомиш                                | Manuel Teixeira Gomes                                 | 6 октября 1923 года                            | 11 декабря 1925 года[О]                        | Демократическая                                                    |
| 8                                              |                                                | Бернардину Луиш Машаду Гимарайнш                     | Bernardino Luis Machado Guimarães                     | 11 декабря 1925 года                           | 31 мая 1926 года[П]                            | Демократическая                                                    |
| Национальная диктатура (1926—1932)             |                                                |                                                      |                                                       |                                                |                                                |                                                                    |
| 9                                              |                                                | Жозе Мендиш Кабесадаш Жуниор                         | José Mendes Cabeçadas Júnior                          | 31 мая 1926 года                               | 17 июня 1926 года[П]                           | Военный офицер                                                     |
| 10                                             |                                                | Мануэл ди Оливейра Гомиш да Кошта                    | Manuel de Oliveira Gomes da Costa                     | 17 июня 1926 года                              | 9 июля 1926 года[П]                            | Военный офицер                                                     |
| Новое государство (1932—1974)                  |                                                |                                                      |                                                       |                                                |                                                |                                                                    |
| 11                                             |                                                | Антониу Ошкар Фрагозу Кармона                        | António Óscar de Fragoso Carmona                      | 9 июля 1926 года                               | 18 апреля 1951 года[Е]                         | Военный офицер с 1932 года — Национальный союз                     |
| -                                              |                                                | Антониу ди Оливейра Салазар                          | António de Oliveira Salazar                           | 18 апреля 1951 года                            | 21 июля 1951 года                              | Национальный союз                                                  |
| 12                                             |                                                | Франсишку Ижину Кравейру Лопиш                       | Francisco Higino Craveiro Lopes                       | 21 июля 1951 года                              | 9 августа 1958 года                            | Национальный союз                                                  |
| 13                                             |                                                | Америку ди Деуш Рудригиш Томаш                       | Américo de Deus Rodrigues Tomás                       | 9 августа 1958 года                            | 25 апреля 1974 года[П]                         | Национальный союз с 1968 года — Народное национальное действие     |
| Третья республика (с 1974 года)                |                                                |                                                      |                                                       |                                                |                                                |                                                                    |
| 14                                             |                                                | Антониу де Себаштьян Рибейру Спинола                 | António Sebastião Ribeiro de Spinola                  | 25 апреля 1974 года                            | 30 сентября 1974 года[О]                       | Военный офицер                                                     |
| 15                                             |                                                | Франсишку да Кошта Гомиш                             | Francisco Costa Gomes                                 | 30 сентября 1974 года                          | 13 июля 1976 года                              | Военный офицер                                                     |
| 16                                             |                                                | Антониу душ Сантуш Рамалью Эаниш                     | António dos Santos Ramalho Eanes                      | 14 июля 1976 года                              | 9 марта 1986 года                              | Военный офицер затем Партия демократического обновления            |
| 17                                             |                                                | Мариу Алберту Нобре Лопеш Суариш                     | Mário Alberto Nobre Lopes Soares                      | 9 марта 1986 года                              | 9 марта 1996 года                              | Социалистическая партия                                            |
| 18                                             |                                                | Жоржи Фернанду Бранку де Сампайю                     | Jorge Fernando Branco de Sampaio                      | 9 марта 1996 года                              | 9 марта 2006 года                              | Социалистическая партия                                            |
| 19                                             |                                                | Анибал Антониу Каваку Силва                          | Aníbal António Cavaco Silva                           | 9 марта 2006 года                              | 9 марта 2016 года                              | Социал-демократическая партия                                      |
| 20                                             |                                                | Марсело Ребелу ди Соза                               | Marcelo Rebelo de Sousa                               | 9 марта 2016 года                              | действующий                                    | Социал-демократическая партия                                      |

- Досрочно прекратили свои полномочия:

[О] Ушёл в отставку.
[П] Свергнут в результате военного переворота.
[У] Убит.
[Е] Умер по естественным причинам.